# Georgij Zazjitskij
Georgij Semjonovitj Zazjitskij (ryska: Георгий Семёнович Зажицкий), född den 5 februari 1946 i Luga i Leningrad oblast i Sovjetunionen (nu  Ryssland), är en sovjetisk fäktare.
Han tog OS-brons i herrarnas lagtävling i värja i samband med de olympiska fäktningstävlingarna 1972 i München.